# Edward Szczepanik
Edward Franciszek Szczepanik (ur. 22 sierpnia 1915 w Suwałkach, zm. 11 października 2005 w Worcestershire) – polski ekonomista (doktor ekonomii), premier Rządu RP na uchodźstwie w latach 1986–1990.

## Życiorys
Uczęszczał do Gimnazjum Męskiego (obecnie I Liceum Ogólnokształcące w Suwałkach), a następnie w Warszawie do Szkoły Głównej Handlowej, którą ukończył w 1936 roku uzyskując tytuł magistra na Wydziale Ekonomii Politycznej pod kierunkiem profesora Edwarda Lipińskiego.
W tym samym roku zgłosił się do odbycia jednorocznej ochotniczej służby wojskowej. Ukończył kurs w Szkole Podchorążych Rezerwy Artylerii we Włodzimierzu Wołyńskim i odbył praktykę w 29 Pułk Artylerii Lekkiej w Grodnie.
Po odbyciu służby wojskowej, uzyskał stypendium naukowe London School of Economics (LSE) na studia pod kierunkiem profesorów Lionela Robbinsa, Friedrich von Hayeka i Paula Rosenstein-Rodana. Po powrocie ze stypendium został asystentem na Wydziale Ekonomii Politycznej SGH.
Po agresji III Rzeszy i ZSRR na Polskę był internowany na Litwie, po okupacji Litwy przez Armię Czerwoną i aneksji państwa litewskiego przez ZSRR aresztowany przez NKWD. W okresie od 1940 do 1942 był więźniem sowieckich obozów w Kozielsku i na Półwyspie Kolskim.
Po uwolnieniu w konsekwencji wybuchu wojny niemiecko-sowieckiej i układu Sikorski–Majski, znalazł się w szeregach Polskich Sił Zbrojnych w ZSRR. Jako oficer służył w 5 pal, a później, w stopniu porucznika, w Dowództwie Artylerii 2 Korpusu Polskiego na stanowisku oficera informacyjnego. Wziął udział w bitwie o Monte Cassino, Anconę i Bolonię, był jednym z pierwszych żołnierzy Korpusu wkraczających do Bolonii. Służył także jako oficer łącznikowy w Drużynie Szkoleniowej Artylerii Królewskiej dowodzonej przez pułkownika R.R. Hoare.
Po 1945 przebywał na uchodźstwie. Po przerwie spowodowanej wojną, kontynuował edukację uzyskując tytuł magistra nauk ekonomicznych na London School of Economics w 1953, a następnie stopień naukowy doktora w 1956 roku. Był członkiem Polskiego Towarzystwa Naukowego na Obczyźnie i jego prezesem w latach 1981–2003.
1 listopada 1990 minister spraw wojskowych przeniósł go z rezerwy do pospolitego ruszenia, a 10 listopada 1990 Prezydent RP na uchodźstwie mianował na stopień majora w korpusie oficerów artylerii.
Zmarł 11 października 2005 w Worcestershire. Po jego śmierci ciało zostało skremowane, a prochy rozdzielono na dwie urny. Jedna została złożona na cmentarzu w jego rodzinnym mieście Suwałkach, natomiast druga została złożona do grobu na Lewes Cemetary.
W 2023 r. dzięki inicjatywie premiera Mateusza Morawieckiego, działaniom Fundacji "Pomoc Polakom na Wschodzie" im. Jana Olszewskiego oraz wsparciu KPRM, grób premiera Szczepanika został odnowiony.

## Życie prywatne
Edward Szczepanik 29 czerwca 1946 w Rzymie poślubił Hannę Marię Janikowską (ur. 21 lipca 1926 w Warszawie, zm. 23 grudnia 1995 w Brighton), córkę Stanisława Janikowskiego. Mieli czworo dzieci Barbarę, Tadeusza, Zofię i Tomasza (ur. 1953), wszyscy urodzeni w Londynie.

### Kariera zawodowa
Kariera Szczepanika jako ekonomisty objęła wiele placówek oświatowych, wliczając w to stanowiska:
- wykładowca pomocniczy – w warszawskiej Szkole Głównej Handlowej (1938–1939)
- profesor pomocniczy – w Polish University College w Londynie (1947–1953)
- starszy wykładowca – na Uniwersytecie w Hongkongu (1953–1961)
- doradca – w grupie doradczej Uniwersytetu Harvarda w Karachi, Pakistan (1961–1963)
- starszy pracownik badawczy – na Uniwersytecie Sussexu w Anglii (1978–1981)
- profesor ekonomii – na Polskim Uniwersytecie na Obczyźnie w Londynie (1981–2005).

Poza tym E.F. Szczepanik udzielał konsultacji dla następujących organizacji:
- wysokiego komisarza Narodów Zjednoczonych do spraw uchodźców, Hongkong (1954)
- Komisji Gospodarczej Organizacji Narodów Zjednoczonych ds. Azji i Dalekiego Wschodu, Bangkok, Tajlandia (1956)
- Międzynarodowej Organizacji Kawy (International Coffee Organisation), Londyn (1975)
- pierwszy doradca ONZ do spraw Hongkongu (1954–1955)
- Organizacji Narodów Zjednoczonych do spraw Wyżywienia i Rolnictwa (1963–1977).

### Polityka polska

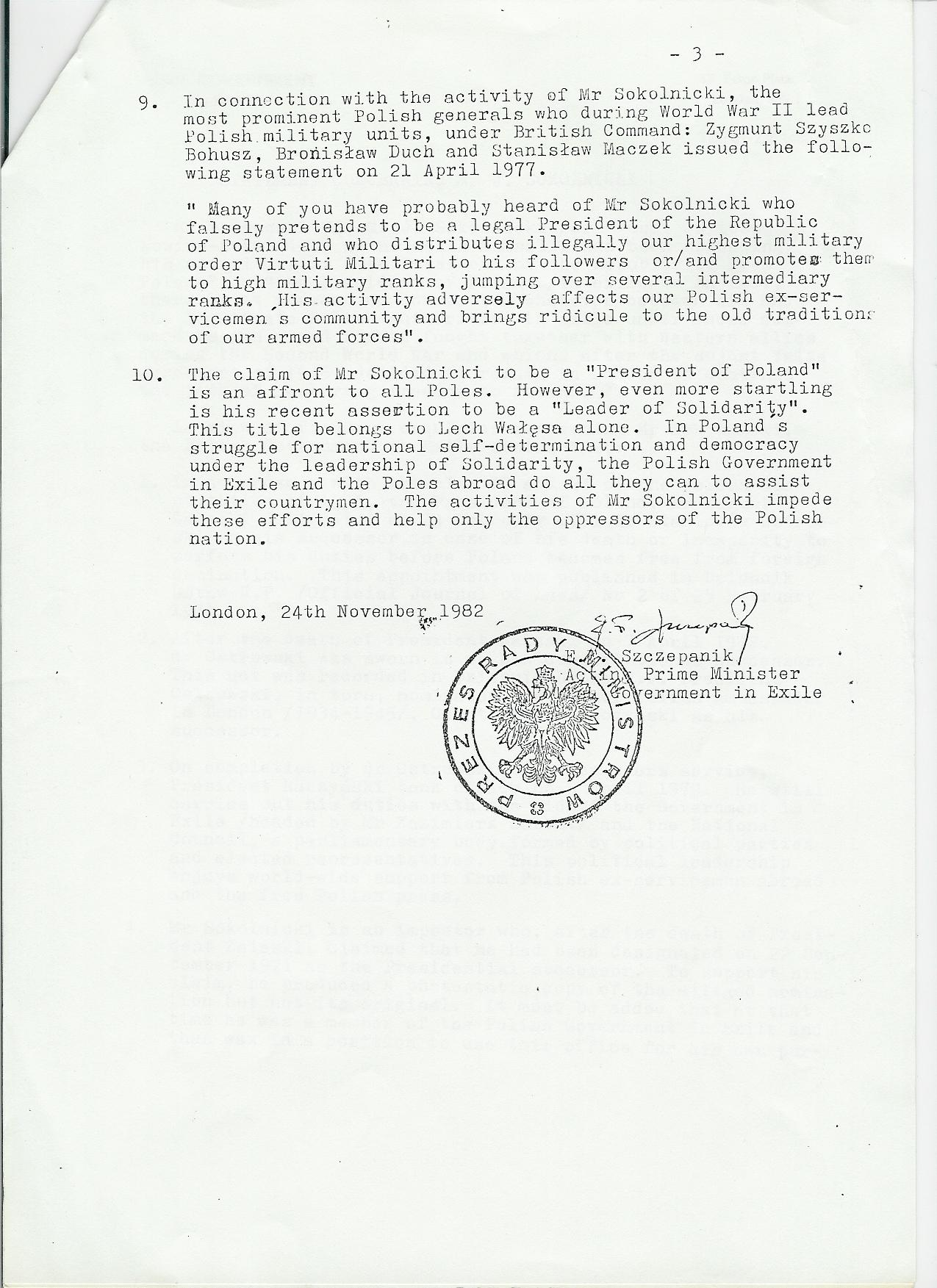
Dokument Rządu RP na Uchodźstwie podpisany przez Szczepanika jako p.o. premiera

Szczepanik był założycielem i prezesem polskiego Instytut Badań Zagadnień Krajowych w Londynie od 1951 do 1953 i od 1983 do 1986 roku. W okresie od 1963 do 1977 pełnił również funkcję polskiego przedstawiciela do Stolicy Apostolskiej w Rzymie – jednej z dwóch funkcji sprawowanych dla rządu RP na uchodźstwie. Do 22 czerwca 1978 był delegatem rządu RP przy Stolicy Apostolskiej. Był także członkiem Zarządu Rady Porozumiewawczej Badań nad Polonią i Prezesem Polskiego Towarzystwa Naukowego na Obczyźnie (PTNO) w Londynie. W 1981 został Ministrem Spraw Wewnętrznych i wicepremierem Polskiego Rządu na uchodźstwie. W dniu 7 kwietnia 1986 został desygnowany na stanowisko Premiera Rządu na Uchodźstwie. Po śmierci Kazimierza Sabbata, jego następca Ryszard Kaczorowski jako Prezydent Polski na uchodźstwie poprosił E. F. Szczepanika o kontynuację sprawowania funkcji szefa rządu. Przestał sprawować ten urząd w 1990 roku wskutek przekazania insygniów władzy przez Ryszarda Kaczorowskiego Lechowi Wałęsie jako „Prezydentowi Rzeczypospolitej wybranemu przez polski naród w wolnych wyborach powszechnych”. Gabinet Szczepanika popierał działania Ryszarda Kaczorowskiego w kwestii przekazania insygniów władzy do kraju. W latach 1990–1991 kierował Komisją Likwidacyjną Rządu RP.

## Ordery i odznaczenia

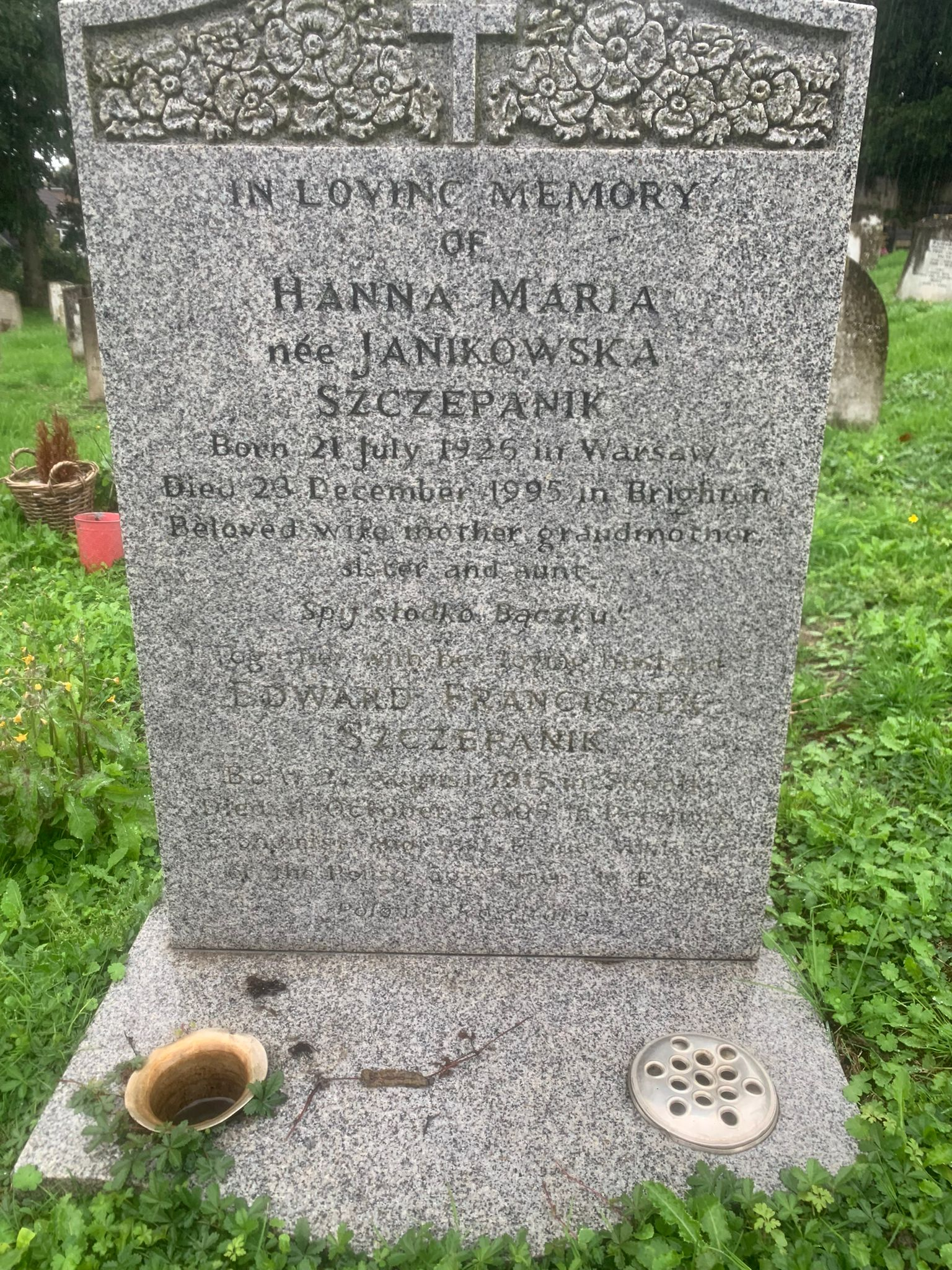
Grób Edwarda Szczepanika na Lewes Cemetery

- Wielka Wstęga Orderu Odrodzenia Polski – 11 listopada 1989[4]
- Krzyż Komandorski z Gwiazdą Orderu Odrodzenia Polski – 1 stycznia 1986[5]
- Krzyż Komandorski Orderu Odrodzenia Polski – 1985
- Krzyż Kawalerski Orderu Odrodzenia Polski – 11 listopada 1979
- Krzyż Walecznych po raz pierwszy – 10 czerwca 1945 przez dowódcę 2 Korpusu
- Srebrny Krzyż Zasługi z Mieczami po raz drugi – 1946
- Srebrny Krzyż Zasługi z Mieczami po raz pierwszy
- Krzyż Pamiątkowy Monte Cassino nr 34964
- Krzyż Pamiątkowy 5 Kresowej Dywizji Piechoty – 15 sierpnia 1978
- włoski Krzyż Zasługi Wojennej – 14 marca 1946

## Wyróżnienia
W 1992 uzyskał tytuł honorowego obywatela swojego rodzinnego miasta Suwałk. W 1995 Szkoła Główna Handlowa w Warszawie przyznała mu tytuł doktora honoris causa. W 1996 Szczepanik otrzymał od Starosty Powiatu Suwałki Medal za Zasługi dla Powiatu Suwalskiego, a od Ministra Kultury, Medal za Zasługi dla Kultury Polskiej.

## Publikacje
- 1938 Zagadnienia neutralnego pieniądza. (Warszawa, 1938) SGH
- 1953: Zarys polityki dobrobytu gospodarczego. (Londyn, 1953)
- 1954: A study in the economic problems of central & eastern Europe (Seria wykładów o problemach ekonomicznych Europy Wschodniej i Centralnej). Lectures. (Londyn, 1954)
- 1955: co-author (we współpracy z) MA, Ronald A., The National Income of Hong Kong, 1947-1950 (Dochód Narodowy Hongkongu). (Hong Kong University Press: Hongkong, 1955)
- 1956: The Cost of Living in Hong Kong (Koszty utrzymania w Hongkongu). (Hong Kong University Press: Hongkong, 1956)
- 1958: The Economic Growth of Hong Kong (with special reference to the post-war industrialisation). (Wzrost ekonomiczny Hongkongu) (University of London / Oxford University Press: Londyn, 1958) c.f. / Britannica
- 1960: Edytor, The Economic Role of Middlemen and Co-operatives in Indo-Pacific Fisheries. ( Funkcja gospodarcza pośredników i spółdzielczości w rybołówstwie basenu Oceanu Spokojnego i Indyjskiego ) (Food and Agriculture Organization of the United Nations, Rzym, 1960)
- 1962: Editor, Economic and social problems of the Far East: Symposium: Golden jubilee congress: Papers and discussions. (Zagadnienia ekonomiczne i socjalne Dalekiego Wschodu: Sympozjum: Kongres Złotego Jubileuszu: Wykłady i Dyskusje) (Hong Kong University Press, 1962)
- 1965: National accounting as a tool of economic planning. (Rachunkowość jako narzędzie planowania gospodarczego). (Wykłady). (Mouton & Co.: Haga, 1965)
- 1976: Agricultural policies at different levels of development. (Polityka rolna na różnych etapach rozwoju) (Rzym, 1976)
- 1979: Kształtowanie się poglądów polskiego ruchu oporu na politykę gospodarczą. (London, 1979) SGH
- 1985: we współpracy z Duchêne, François, New limits on European agriculture: politics and the Common Agricultural Policy. (Nowe ograniczenia dla rolnictwa europejskiego: polityka a wspólna polityka rolna) (Totowa: Rowman & Allanheld / Croom Helm, London, 1985.) ISBN 0-8476-7375-8 (U.S.) / ISBN 0-7099-0858-X (UK) c.f. Duchêne
- 1985: Edytor, Napaść sowiecka i okupacja polskich ziem wschodnich, wrzesień 1939 : praca zbiorowa pod auspicjami. (Polskiego Towarzystwa Naukowego na Obczyźnie, Polska Fundacja Kulturalna, Londyn, 1985) ISBN 0-85065-165-4 / (Warsaw: Międzyzakładowa Struktura „Solidarności” V, 1985)Grób Edwarda Szczepanika na Lewes Cemetery po odnowieniu (2023)

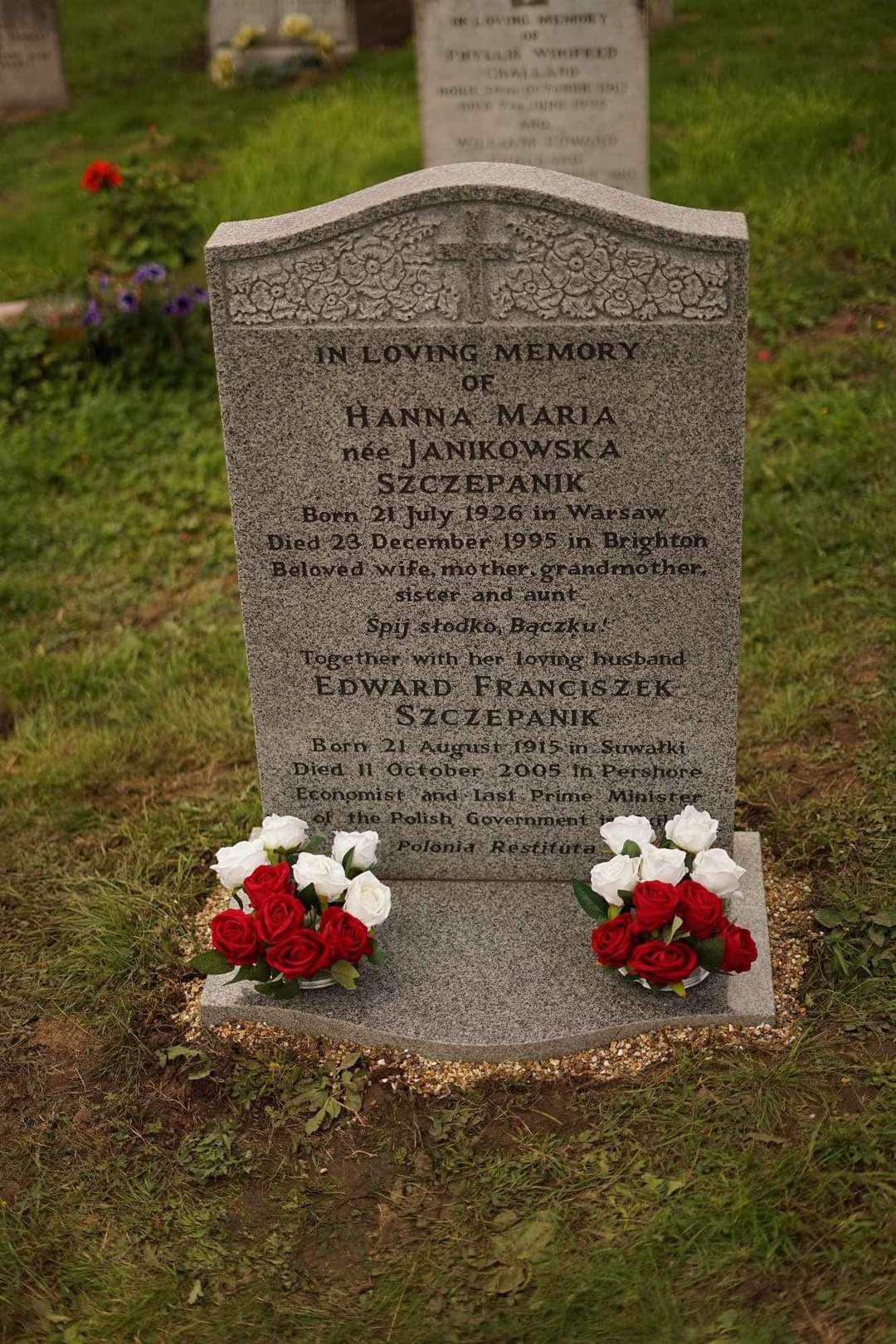
Grób Edwarda Szczepanika na Lewes Cemetery po odnowieniu (2023)

- 1986: Edytor, Kongres Kultury Polskiej Ojczyzna w sercach: pokłosie kongresowe: prace Kongresu Kultury Polskiej: tom 1 (Polskie Towarzystwo Naukowe na Obczyźnie, Londyn, 1986) ISBN 1-870027-06-X.
- 2003: Edytor, The Polish Cultural And Scientific Heritage at the Dawn of the Third Millennium (Polskie Dziedzictwo Kulturalne i Naukowe na Progu Trzeciego Tysiąclecia) (Polish Society of Arts and Sciences Abroad/ Polskie Towarzystwo Naukowe na Obczyźnie, 240 King Street, London, W6 ORF, 2003)